# 1954 v letectví
Tento článek obsahuje seznam událostí souvisejících s letectvím, které proběhly roku 1954.

## Události

### Leden
- 10. ledna – Let BOAC číslo 781, de Havilland Comet, se zřítil do Středozemního moře poblíž ostrova Elba. Všech 35 lidí na palubě umírá.

### Duben
- 1. dubna – Supermarine Spitfire vykonává poslední operační let ve službách Royal Air Force, fotoprůzkumnou misi proti banditům v Malajsii

### Červenec
- 22. července – Douglas DC-4 společnosti Air Cathay je sestřelen poblíž ostrova Chaj-nan
- 26. července – Sovětské Lavočkiny La-7 útočí na dva letouny A-1 Skyraider US Navy pátrající po přeživších ze sestřeleného DC-4 Air Cathay. Skyraidery se brání a útočící La-7 sestřelují.

### Říjen
- 1. října – Sloučením francouzských leteckých výrobců Société française d'étude et de construction de matériels aéronautiques spéciaux (SFECMAS) a Société nationale de constructions aéronautiques du Nord (SNCAN) vznikla firma Nord Aviation.

## První lety

### Leden
- 5. ledna – SM-9/1, prototyp stíhacího letounu MiG-19

### Únor
- 24. února – Convair R3Y Tradewind

### Březen
- 3. března – HC-2 Heli Baby, upoutaný let, jediný sériově vyráběný československý vrtulník
- 4. března – F-104 Starfighter
- 8. března – Sikorsky H-34

### Červen
- 14. června – PAC Fletcher
- 16. června – Hunting Percival P.84, prototyp cvičného letounu „Jet Provost“.[1]
- 22. června – Douglas XA4D-1, prototyp útočného letounu Douglas A-4 Skyhawk

### Červenec
- 15. července – Boeing 367-80, prototyp dopravního letounu Boeing 707 a rodiny vojenských strojů Boeing C-135 Stratolifter
- 30. července – Grumman F-11 Tiger

### Srpen
- 3. srpna – Rolls-Royce Thrust Measuring Rig (volný let)
- 4. srpna – English Electric P.1, prototyp stíhacího letounu English Electric Lightning
- 23. srpna – Lockheed YC-130 Hercules

### Září
- 29. září – McDonnell F-101A Voodoo

### Říjen
- Cessna T-37
- 6. října – Fairey FD.2
- 28. října – North American FJ-4 Fury

### Listopad
- 2. listopadu – Convair XFY Pogo (první vzlet s přechodem do vodorovného letu)

### Prosinec
- 3. prosince – HC-2 Heli Baby, volný let